# 西班牙人民马列主义阵线
西班牙人民马列主义阵线（西班牙語：Frente Marxista-Leninista de los Pueblos de España，缩写为FRMLE）是西班牙的一个共产主义政党。该党成立于1995年。该党的意识形态是共产主义、马克思列宁主义。该党的政治立场是激进左翼。该党的主席是Gregorio Fernandez Lopez。该党的总部位于拉罗卡-德尔巴列斯。该党出版刊物《我们的战斗》。
该党的名称出现在西班牙选举机构的名单上。目前该党是否仍在活动不为外界清楚。